# Adam Burgess
Adam Burgess (Stoke-on-Trent, 17 giugno 1992) è un canoista britannico, specializzato nella disciplina dello slalom, vincitrice della medaglia d'argento nel C1 ai Giochi olimpici estivi di Parigi 2024.

## Biografia
Ha studiato all'Università di Nottingham Trent dove si è laureato nel 2014 in Sports Science and Management.
E' allenato da Craig Morris.
In carriera si è aggiudicato un argento e tre bronzi ai campionati mondiali di canoa/kayak slalom. È stato campione europeo agli europei di Augusta 2012 nel C2 a squadre.
Ai Giochi europei di Cracovia 2023 ha ottenuto il bronzo nel C1 a squadre, con Ryan Westley e James Kettle.
Ha rappresentato la Gran Bretagna ai Giochi olimpici estivi di Parigi 2024, dove ha vinto l'argento nel C1, preceduto sul podio dal francese Nicolas Gestin.

## Palmarès
- Giochi olimpici

Parigi 2024: argento nel C1;
- Mondiali

Praga 2013: bronzo nel C2 a squadre;
Londra 2015: bronzo nel C2 a squadre;
Pau 2017: argento nel C2 a squadre;
Rio de Janeiro 2018: bronzo nel C1 a squadre;
- Giochi europei

Cracovia 2023: bronzo nel C1 a squadre;
- Europei

Augusta 2012: oro nel C2 a squadre;
Markkleeberg 2015: bronzo nel C1 a squadre;
Liptovský Mikuláš 2017: bronzo nel C1 a squadre;
Praga 2018: argento nel C1;